# 竹村幸造
竹村 幸造（たけむら こうぞう、1948年2月10日 - ）は、日本の実業家。株式会社アーバンリサーチ創業者・代表取締役会長。

## 人物・経歴
奈良県御所市出身。1971年京都産業大学経営学部卒業。商社に4月入社したが9月に退職。父親のいとこが経営するジーンズカジュアルショップの三信衣料に入社。1974年大阪府門真市のダイエー古川橋店へ出店。1989年ジグ三信設立。1997年アメリカ村にアーバンリサーチを初出店。2001年アーバンリサーチに商号変更。2012年URホールディングス設立、同社社長就任。2013年からはファストファッション型SPAに参入。デジタル化なども進めた。2023年4月に同社会長に就任。